# (2582) Harimaya-Bashi
(2582) Harimaya-Bashi (1981 SA; 1927 JC; 1935 WA; 1938 HB; 1958 VH; 1975 XT) ist ein ungefähr 29 Kilometer großer Asteroid des äußeren Hauptgürtels, der am 26. September 1981 vom japanischen Astronomen Tsutomu Seki am Geisei-Observatorium in Geisei in der Präfektur Kōchi in Japan (IAU-Code 372) entdeckt wurde.

## Benennung
(2582) Harimaya-Bashi wurde nach der Brücke Harimaya-Bashi in Kōchi benannt.